# Qualifications nobles sous l'Ancien Régime (France)
 (mars 2025).
Les qualifications nobles, étaient, en France, sous l'Ancien Régime, des qualifications propres à la noblesse, qui devaient être prises dans les actes officiels. Elles avaient une importance essentielle, du moins jusqu'au début du XVIIIe siècle ; en effet, leur prise injustifiée amenait à une condamnation pour usurpation de noblesse, et leur omission était considérée comme une renonciation à l'état privilégié et était donc assimilée à une dérogeance.
Lors des diverses preuves de noblesse qu'un gentilhomme pouvait être amené à fournir, il fallait qu'il produise des actes officiels originaux (trois par génération en deçà de 1500, deux au-delà de cette date ; deux dans un cas, un dans l'autre devaient, en même temps, établir la filiation) où ses ascendants portaient sans discontinuer des qualifications nobles.
Les deux principales de ces qualifications, valables dans toute la France, celle d' « écuyer » et celle de « chevalier », étaient placées à la suite du nom propre ; on retrouve aussi parfois la qualification de « gentilhomme ».
D'autres qualifications, également propres à la noblesse, précédaient le nom patronymique au lieu de le suivre. Il s'agissait des qualifications de « Messire », « haut et puissant seigneur », « haut et noble », « noble », et « noble homme » , bien que cette dernière qualification soit compatible avec la bourgeoisie dans la majorité du royaume et ne constituait une véritable qualification noble que dans quelques provinces. Elle fut donc souvent délaissée par la noblesse authentique pour devenir l'apanage d'une certaine frange de la bourgeoisie.
Les qualifications de « varlet » et de « damoiseau » étaient également des qualifications nobles mais tombées en quasi-désuétude sous l'Ancien Régime ; elles avaient par contre une réelle importance au Moyen-Âge.
Les termes « seigneur » et « sieur » ne peuvent par contre en aucun cas être considérés comme des qualifications nobles, un roturier pouvant tout à fait, sous l'Ancien Régime, acquérir un fief noble ou une terre roturière et s'intituler seigneur ou sieur de cette terre. C'est le fait même d'acquérir un fief qui fait, au XIe siècle, rentrer les individus dans cette nouvelle classe que l'on bornera plus tard par le terme de noblesse : on a nommé cette restructuration sociale la seconde féodalité. Au XIe siècle, il s'agit donc d'une classe très plastique qui ne finit par se stabiliser refermer sur elle-même que progressivement les siècles suivant.
Contrairement aux titres de noblesse, attachés sous l'Ancien Régime à une terre (du moins pour les titres réguliers), les qualifications nobles étaient attachées à une personne. Un noble s'intitulait donc par exemple : « Messire Jean de X, écuyer (ou chevalier), seigneur (ou titre s'il y a lieu) de Y. »
Dans les derniers temps de l'Ancien Régime il n'est plus rare de voir des roturiers porter les qualifications normalement réservées à la noblesse. Certains y avaient droit, comme les gardes du corps du roi non nobles, mais d'autres usurpaient purement et simplement ces qualificatifs dans les actes notariés et dans les actes des registres paroissiaux. L'emploi des qualifications nobles comme critérium de noblesse a donc varié selon les périodes. Il a également varié selon les provinces, leur port étant assez respecté dans certaines provinces et beaucoup moins dans d'autres, surtout à partir du milieu du XVIIIe siècle.
Les qualifications nobles, assez délaissées sous la Restauration, ne sont plus portées aujourd'hui, la noblesse n'ayant plus d'existence légale depuis 1870 ; il s'agit de l'une des raisons de la prolifération des titres de courtoisie et de leur extension à parfois tous les membres d'une famille.

## Les principales qualifications nobles

### La qualification d'écuyer
Contrairement à ce qui fut parfois énoncé, le terme « écuyer », placé à la suite d'un nom propre n'a jamais constitué un titre de noblesse sous l'Ancien Régime ; il s'agissait d'une qualification noble, pouvant être portée par tout noble.
À l'époque féodale, cette appellation d'origine et de signification militaire était commune à bien des seigneurs non encore revêtus de la dignité de la chevalerie, à laquelle ils pouvaient prétendre parvenir. L'adage « tout noble naît écuyer et peut devenir chevalier » résume bien la matière.
La qualité d'écuyer pouvait s'allier aux plus hautes situations, et M. de Ludre a rappelé qu'avant 1500 « les plus grands seigneurs s'intitulaient tantôt écuyers, tantôt chevaliers et que les princes de sang royal eux-mêmes ne rougissaient pas de la qualification d'écuyer ».
Toutefois, avec la décadence de la chevalerie, la condition d'écuyer, qui y était très liée, perdit de son prestige. Cette qualification, longtemps spéciale aux jeunes nobles qui n'étaient pas encore armés chevaliers, tendit à se rapprocher de sa signification moderne en désignant souvent, tout au moins dans le langage courant, les serviteurs des gentilshommes guerriers. Mais sous le règne d'Henri III, la qualité d'écuyer et la condition noble furent de nouveau rattachées l'une à l'autre, et l'ordonnance promulguée à Blois en 1579 consacra formellement la solidarité absolue de ces deux états.
Pendant longtemps encore la qualification d'écuyer resta le privilège de la carrière militaire. L'article 25 de l'édit de 1600 défendait à toute personne qui n'était pas issue d'un père ou d'un aïeul anobli dans la profession des armes de prendre le titre d'écuyer. L'article 2 de la Déclaration du mois de janvier 1624 confirme encore cette interdiction.
Par la suite, avec l'extension de la classe noble, la qualification d'écuyer se vulgarisa, perdit son sens originel, et servit dès lors uniquement à indiquer la noblesse de celui qui en était porteur, qu'elle fut immémoriale ou acquise, d'épée, de charges ou de robe. Les termes écuyer et noble devinrent ainsi complètement synonymes, sans que le premier ne signifie plus ni une origine féodale, ni une origine militaire, comme cela était le cas auparavant. Le fils d'un secrétaire du Roi (charge anoblissante) ou d'un officier municipal anobli par ses fonctions eut désormais autant de droit à cette appellation que les descendants des familles chevaleresques ; tout individu anobli pouvait donc, à partir de cette époque, prétendre à cette appellation.
Un arrêt du grand conseil, de 1632, reconnut le droit de porter la qualification noble d'écuyer aux gardes du corps du roi et aux commissaires et contrôleurs de guerre non nobles. Quelques autres officiers pouvaient également la prendre en raison de leurs charges.

### La qualification de chevalier

#### La qualification de chevalier proprement dite
À l'époque féodale et au moment où la noblesse était encore essentiellement guerrière, la dignité de « chevalier » (désignée par le terme « miles » avant le XIVe siècle), à laquelle pouvaient parvenir tous nobles, était particulièrement glorieuse. La chevalerie étant particulièrement à l'honneur, personne n'imaginait de dignité plus élevée que celle qu'elle conférait. Les rois eux-mêmes se faisaient armer chevaliers (François Ier fut ainsi adoubé par le chevalier Bayard). Aussi, les gentilshommes du plus haut lignage ne voulaient pas prendre d'autre qualité. Cette qualification, tout comme celle d'écuyer, ne concerna pendant longtemps que la noblesse d'origine féodale, chevaleresque, ou tout au moins militaire (si on exclut le cas de la chevalerie ès-lois, décernée aux magistrats de haut rang).
Par la suite, la qualité de chevalier devint objet de la même vulgarisation que celle d'écuyer, et subit la même décadence. On s'habitua donc à voir des personnes anoblies depuis cent ans dans la judicature ou dans la finance, arborer la qualification à l'origine guerrière de chevalier, qui contrastait pourtant avec les fonctions de leurs ancêtres. Toutefois, si chaque individu anobli devenait écuyer du fait de sa récente élévation, il fallait en principe être issu de trois générations au moins de noblesse prouvée pour pouvoir se prévaloir de la qualité de chevalier. Mais paradoxalement on constate qu'au fur et à mesure que les situations s'amenuisent dans la vieille noblesse de province, dans plusieurs familles chevaleresques, les descendants directs de ceux qui s'intitulaient chevaliers au XVe siècle, se contentent parfois de la qualification d'écuyer au XVIIIe siècle, conscients de la modestie de leur train de maison.
Ainsi, la qualification de chevalier, sous l'Ancien Régime, ne désigne généralement plus qu'un noble de plus ancienne souche qu'un gentilhomme qualifié écuyer, bien que ce ne soit pas toujours le cas et que certaines familles très anciennes se contentèrent presque toujours de la qualité d'écuyer. La qualification de chevalier ne conserva en fait une partie de son prestige d'antan qu'à partir du moment où elle fut adoptée par un membre d'un ordre de chevalerie (ordre de Saint-Michel, ordre du Saint-Esprit, ordre royal de Notre-Dame du Mont-Carmel et de Saint-Lazare de Jérusalem, ordre royal et militaire de Saint-Louis, bien que ce dernier ne soit pas réservé uniquement à la noblesse, etc.), car elle était, dans ce cas, parfaitement justifiée, la réception dans un ordre de chevalerie ayant remplacé l'ancien adoubement.

#### Le titre de chevalier sous l'Ancien Régime
Contrairement à ce qui fut parfois écrit à tort, il n'y eut jamais de titre authentique et héréditaire de chevalier créé sous l'Ancien Régime. En effet à une époque où le titre visait la terre et non l'individu, ces créations auraient été un non sens.
Ce n'est qu'à l'époque de la Régence que le terme de chevalier commença à prendre véritablement la signification d'un titre de courtoisie quand il précédait le nom patronymique ; jusque là il n'avait le sens que d'une qualification nobiliaire. On ne le voit donc apparaitre qu'au moment où le titre commence à prendre le caractère personnel qu'il a eu depuis la fin de l'Ancien Régime, du moins pour les titres de courtoisie (et qu'il aura complètement au XIXe siècle pour les titres réguliers). Le titre de chevalier, toujours irrégulier sous l'Ancien-Régime, devint alors souvent l'apanage des cadets, qui ne peuvent prendre d'autres titres parce que leurs aînés se sont déjà arrogés celles de « marquis », « comte », « vicomte » ou « baron ». À partir du milieu du XVIIIe siècle l'usage du titre de chevalier est donc devenu courant, et on en relève de nombreux exemples dans les almanachs royaux de cette époque.
Le vicomte de Marsay écrit que sous l'Ancien Régime le titre de chevalier était l'exemple parfait du titre de courtoisie, et que « non seulement la modestie du titre n'exclut pas la grandeur du nom, mais qu'en plus, beaucoup de ces chevaliers appartiennent à d'illustres maisons, la plupart féodales ». Il ajoute : « en somme, les titres de chevalier étaient mieux portés que beaucoup d'autres. »
Ce n'est qu'à partir du Premier Empire qu'on fit du titre de chevalier un titre régulier, mais de caractère inférieur, en le plaçant tout en bas de la nouvelle hiérarchie. La Restauration maintint le titre de chevalier au dernier rang de la hiérarchie des titres, et le nombre important des chevaliers de cette époque vulgarisa énormément leur condition. Ainsi la plus fière appellation des barons féodaux servit à désigner, au commencement du XIXe siècle, les plus modestes des récents anoblis.
Le titre de chevalier n'est aujourd'hui plus porté en France, n'ayant pas survécu au milieu du XIXe siècle, « succombant sous le ridicule du contraste qui existait entre la grandeur de sa signification ancienne et la modestie de la nouvelle » écrit le vicomte de Marsay. Il est donc, depuis cette époque, souvent remplacé par d'autres titres de courtoisie.

### La qualification de «noble»
Sous l'Ancien Régime la qualification de « noble », qui contrairement à celles d'écuyer ou de chevalier, précédait le nom patronymique au lieu de le suivre, était, à part quelques exceptions provinciales (tel le Lyonnais), une qualification noble.

### Le cas particulier de la qualification de «noble homme»
Contrairement aux apparences, la qualification de « noble homme » , et plus encore celle de « noble et sage maître » , était loin d'être toujours significatives de noblesse.
Au Moyen-Âge la qualification de noble homme (« nobilis vir ») désignait incontestablement un noble, mais dans les textes postérieurs cette qualification indique simplement la plupart du temps un état de respectabilité sociale, une situation de notoriété digne de considération.
Il arrive souvent que l'appellation noble homme désigne encore un noble, mais dans ce cas le nom patronymique est souvent suivi de la qualification d'écuyer ou de chevalier, de sorte que l'appellation noble homme ne fournit en fait en elle-même aucune indication dans le sens d'un état noble ou roturier.
En réalité la qualification de noble homme n'est sous l'Ancien Régime une qualification noble à proprement parler que pour les provinces du Béarn, de la Guyenne, de la Normandie et du Languedoc (juridiction de Toulouse) ; pour les autres provinces cette qualité est compatible avec la bourgeoisie et ne suffit donc pas à indiquer la noblesse. Dans bien des cas on constate que cette qualification était prise par des bourgeois vivant noblement, voir par des bourgeois exerçant une activité commerciale ou libérale (comme celle d'avocat) et donc roturière.
L'épithète « noble et sage maître » est plus significatif encore. Le terme « maître » étant de sens spécifiquement roturier, les mots « sage maître » annulent et corrigent la signification aristocratique que l'on pourrait être tenté de donner au terme « noble ». Aussi Chaix-d'Est-Ange assure que le qualificatif « noble et sage maître » était réservé à la bourgeoisie.

### Les autres appellations nobles placées avant le nom patronymique
D'autres appellations étaient également propres à la noblesse et précédaient le nom patronymique, au lieu de le suivre comme les qualifications d'écuyer ou de chevalier. Il s'agissait en particulier de celles de « Messire », « haut et puissant seigneur », et « haut et noble ».
Ces qualifications, pas plus que les précédentes, n'échappent à la vulgarisation à la fin de l'Ancien Régime. Un personnage qualifié « haut et puissant seigneur » au XIVe, au XV ou au XVIe siècle était certainement un noble d'ancienne race. Par contre au XVIIIe siècle ce genre de qualification s'était multiplié, et la puissance sociale qu'elles attestaient étaient plus souvent le fait des grands financiers anoblis que celui des vieux gentilshommes issues de familles anciennes, qui, conscients du ridicule qu'il y aurait de leur part à s'affubler d'épithètes dont la magnificence jurerait avec la modestie de leur train de maison, continuent à s'intituler « écuyers ».

## De l'emploi des qualifications nobles comme critérium de noblesse
La recherche des « usurpateurs de Noblesse » (sémantique de 1583) a convergé vers la recherche des « usurpateurs du titre de noblesse » (sémantique du 18e s.). Il s’agissait alors de prouver, par actes authentiques, la filiation d’une part, et, d’autre part, la noblesse. En ce qui concerne la noblesse, à défaut de titres primordiaux, de titres constitutifs ou de titres confirmatifs, sa preuve se fondait sur les actes civils (typiquement les actes notariés ; les registres paroissiaux ou les sentences judiciaires n’étaient pas regardés pour ce sujet) portant qualifications de noblesse (« preuve centenaire »).
La qualité d'écuyer étant devenu l'apanage de la noblesse et sa marque distinctive dans la majorité des cas, ce fut sur cette qualification que portèrent en grande partie les investigations des intendants dans les recherches des faux nobles ordonnées par Louis XIV. Ce fut son emploi injustifié qui caractérisa le délit d'usurpation de noblesse et qui fut poursuivi. La reconnaissance de sa légitimité, ou, au contraire, la condamnation à l'amende de ceux qui s'en étaient emparés indûment firent l'objet des conclusions des jugements de maintenue de noblesse, notamment lors de la grande recherche de 1666.
Mais plus tard, l'extension des anoblissements étant une source de revenu assez considérable pour les finances de l'État (du fait des coûts des charges anoblissantes et des droits d'enregistrement imposés aux nouveaux nobles), le pouvoir royal ferma les yeux sur les empiètements qui étaient régulièrement le prélude de ces anoblissements. Il se départit de plus en plus de la vigilance ordonnée en 1666 par Louis XIV et se désintéressa des usurpations de qualifications nobles dans les actes de la vie courante. Aussi voit-on au XVIIIe siècle nombre de bourgeois usurper les qualifications nobles dans les actes notariés et même dans ceux des registres paroissiaux.
La valeur de ces qualifications en tant que critérium nobiliaire est donc en rapport étroit avec le moment où elles furent employées. Très significative jusqu'au milieu du XVIe siècle, presque toujours indicatrices d'une noblesse ancienne jusqu'à cette époque où leur usurpation était rendue difficile par les mœurs du temps, elles n'attestent plus qu'une situation de noblesse régulière sous Louis XIV pour les personnes maintenues nobles, et perdent enfin presque toute importance à la veille de la Révolution. Leur emploi ne conserve alors de la valeur que dans les seuls actes de chancellerie, où ces qualifications continuent de faire l'objet d'un examen assez sérieux.
Ces qualifications nobles restent pour les généalogistes modernes une base d'appréciation importante. Quand elles apparaissent de façon constante dans des pièces d'authenticité indiscutable et à tous les degrés de la filiation d'une famille, elles indiquent d'une façon précise que cette famille a joui de la qualité de noblesse jusqu'aux époques les plus lointaines de son histoire. Quand au contraire la qualification d'écuyer surgit au milieu d'une filiation elle indique en général le moment précis où la famille s'est agrégée à la noblesse.
Cette conclusion n'a toutefois pas un caractère absolu et la possession des qualificatifs nobles n'a pas la même valeur en tant que critérium de noblesse dans toute la France, leur signification dans ce sens varie suivant les provinces : formelles dans celles du Nord, elle apparait comme beaucoup plus incertaine dans le Midi. On relèvera l'opinion exprimée par Chérin dans un rapport envoyé en 1743 au comte d'Argenson à propos d'une famille de Fabry, originaire du Languedoc ; ce généalogiste observe que « dans les pays de droit écrit comme le Languedoc, où la taille est réelle, il y a une facilité à prendre indûment des qualificatifs nobles sans crainte d'y être troublé ni inquiété, ce qui ne peut se pratiquer dans les pays taillables, où l'intérêt des paysans n'admet pas cette complaisance. »